# 科戈略斯山脈

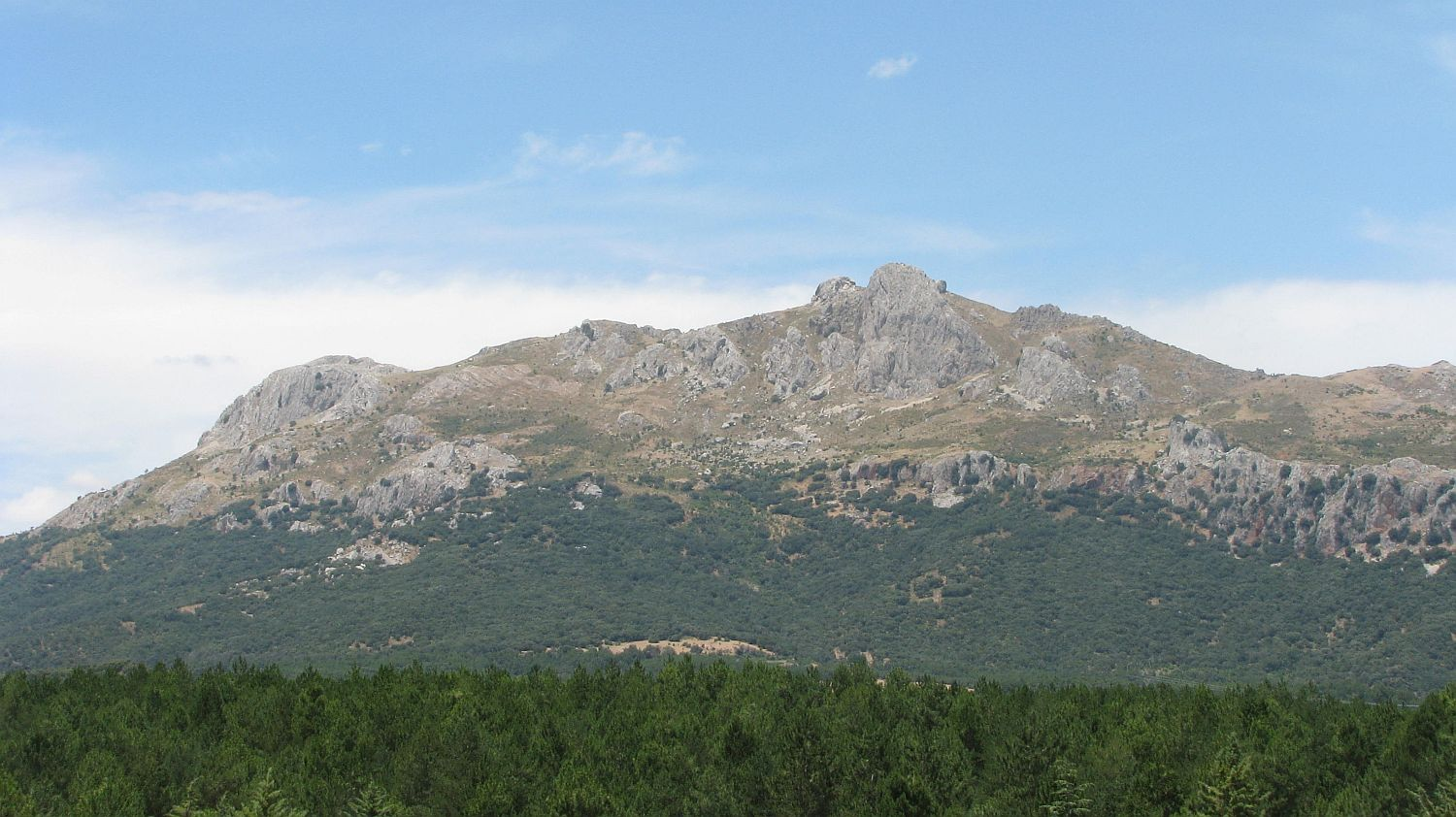

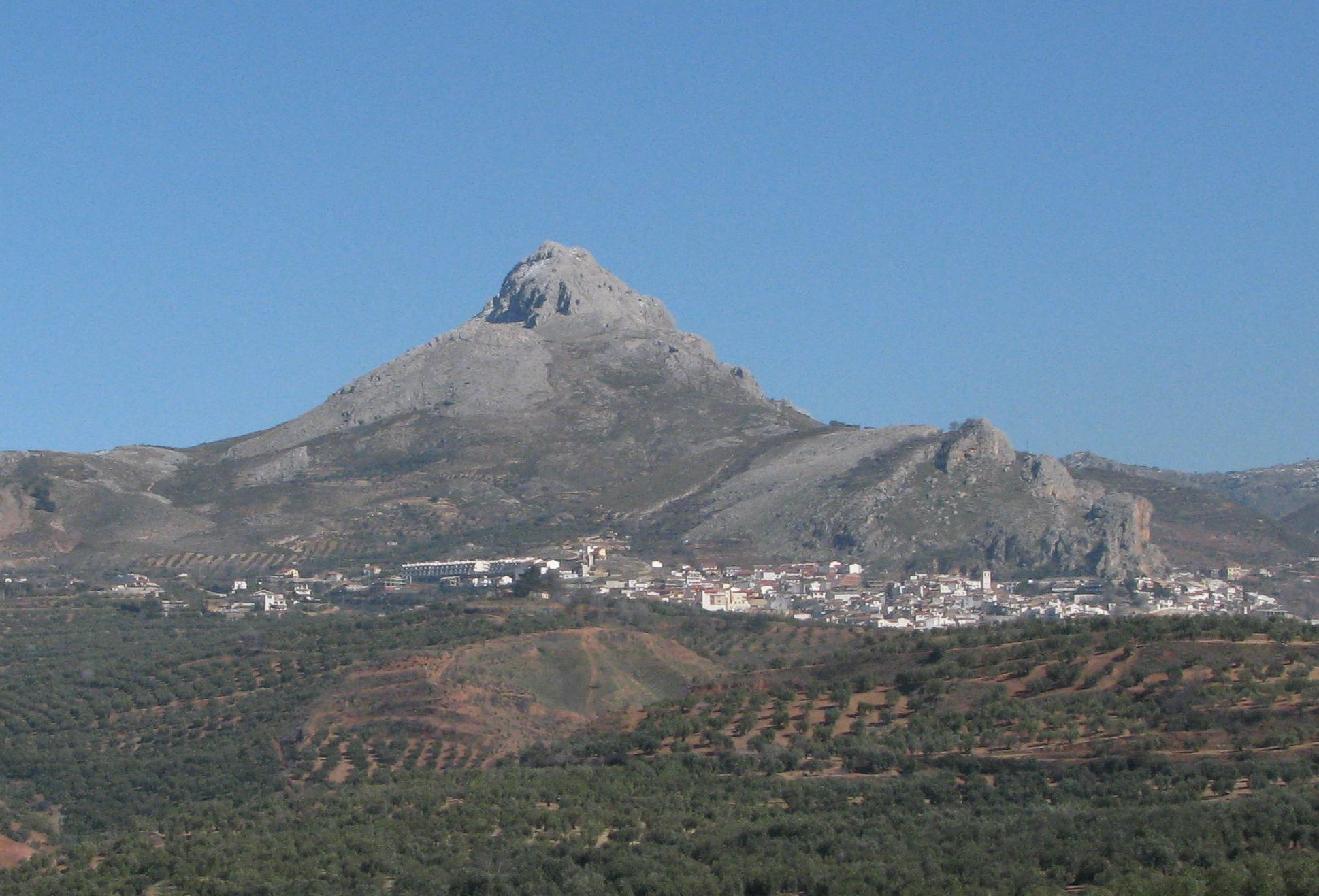

37°17′30″N 3°31′40″W / 37.29167°N 3.52778°W
科戈略斯山脈（西班牙語：Sierra de Cogollos），是西班牙的山脈，位於該國南部格拉納達省，處於格拉納達東北面，屬於薩貝蒂科山脈的一部分，長9公里、寬2.5公里，最高點海拔高度1,889米。